# Пінер-Айгіші
Піне́р-Айгіші́ (рос. Пинер-Айгиши, чув. Пĕнер) — присілок у складі Вурнарського району Чувашії, Росія. Входить до складу Буртасинського сільського поселення.
Населення — 38 осіб (2010; 44 у 2002).
Національний склад:
- чуваші — 100 %